# Japanagromyza aequalis
Japanagromyza aequalis este o specie de muște din genul Japanagromyza, familia Agromyzidae, descrisă de Spencer în anul 1966. Conform Catalogue of Life specia Japanagromyza aequalis nu are subspecii cunoscute.